# Till Eulenspiegel

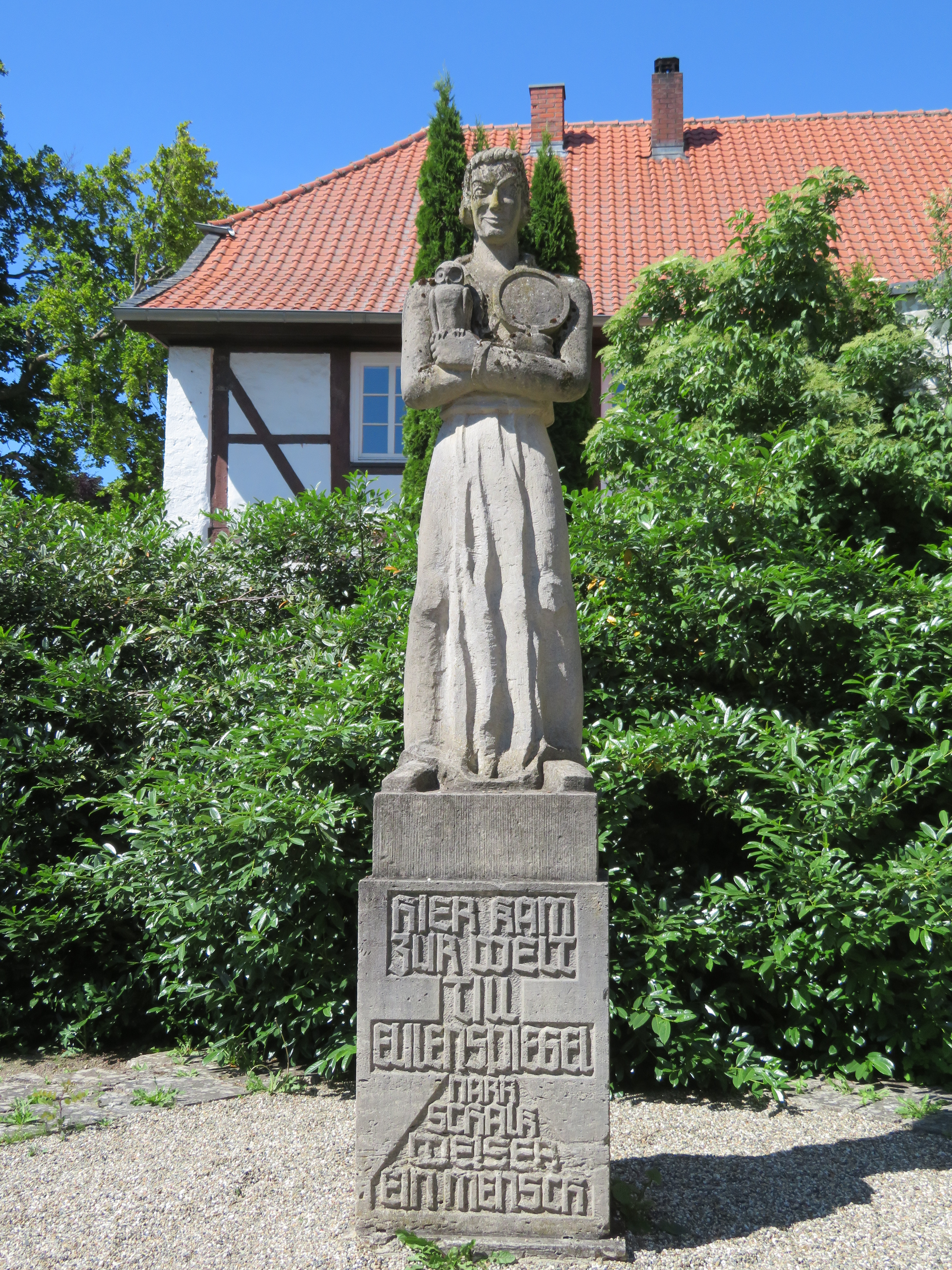
Monumento de Till Eulenspiegel en Kneitlingen

Till Eulenspiegel (Dyl Ulenspegel en bajo alemán) es un personaje del folklore del norte de Alemania y los Países Bajos. Según la tradición habría nacido en el pueblo de Kneitlingen, en el ducado de Brunswick, en torno al 1300, y habría muerto en 1350 en Mölln. Viajó a través del Sacro Imperio Romano Germánico, especialmente por el norte de Alemania, pero también por los Países Bajos, Bohemia e Italia. En la ciudad de Schöppenstedt cerca de Brunswick hay un museo de Till Eulenspiegel.

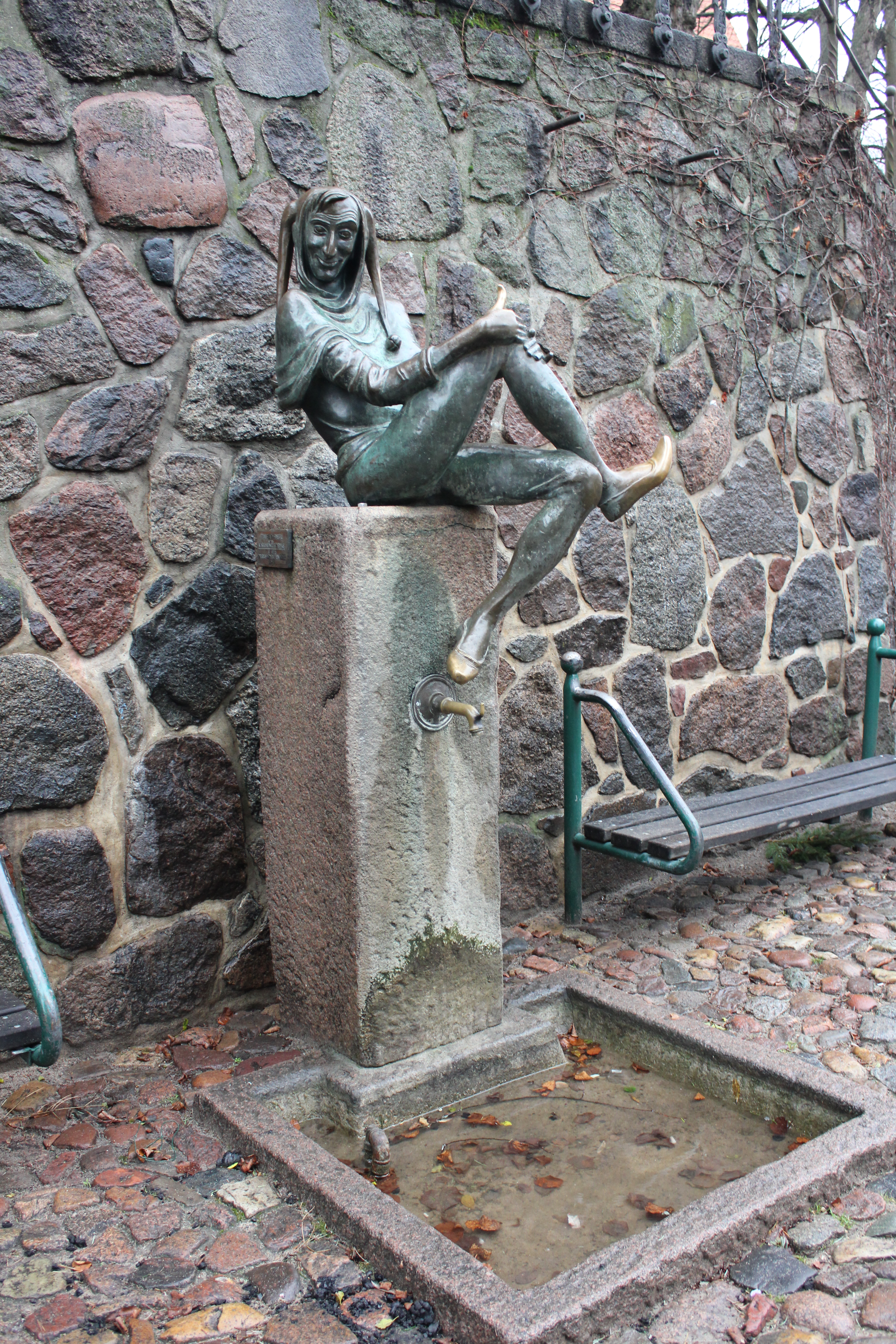
Monumento de Till Eulenspiegel en Mölln

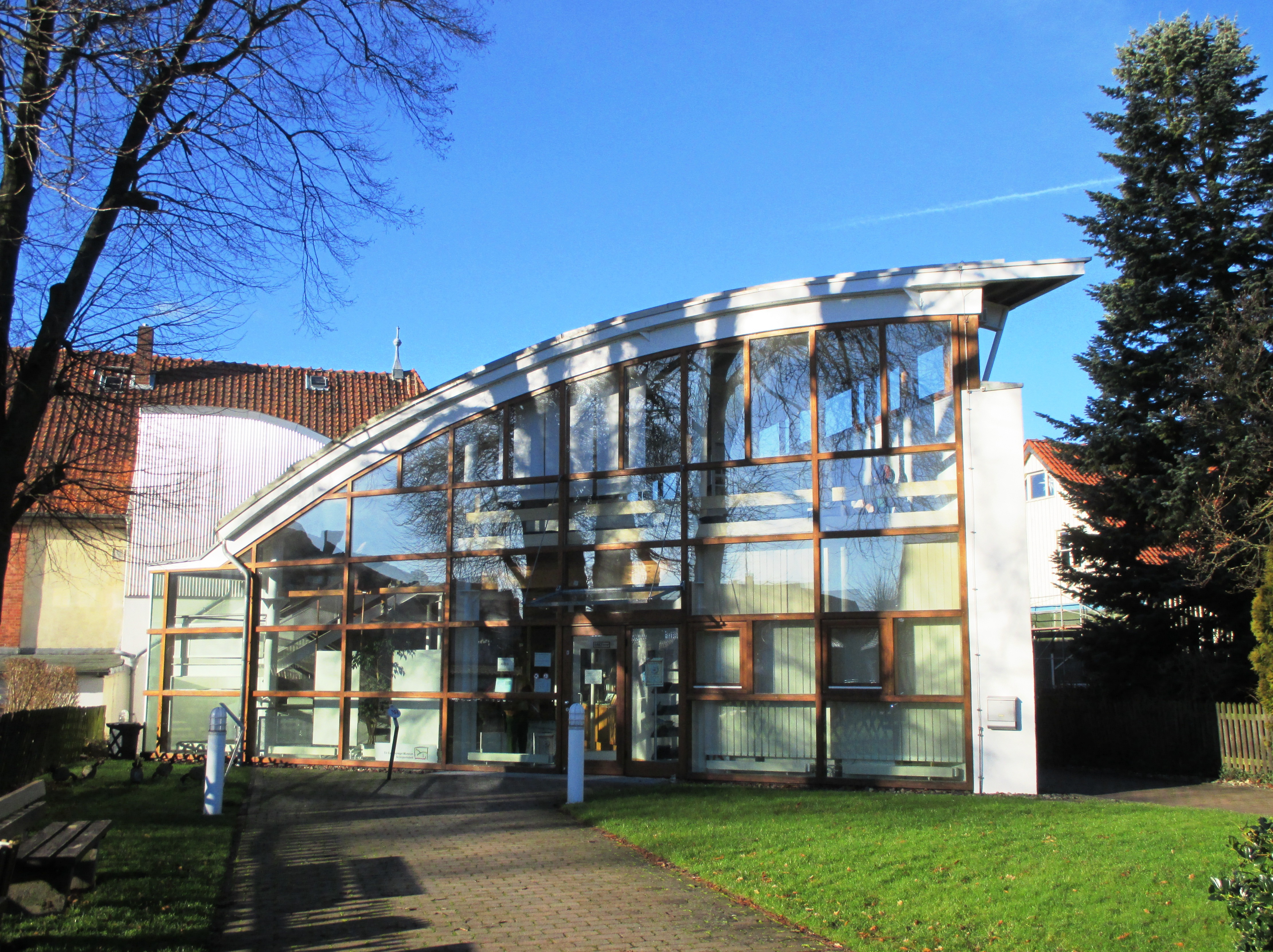
Museo de Till Eulenspiegel en Schöppenstedt

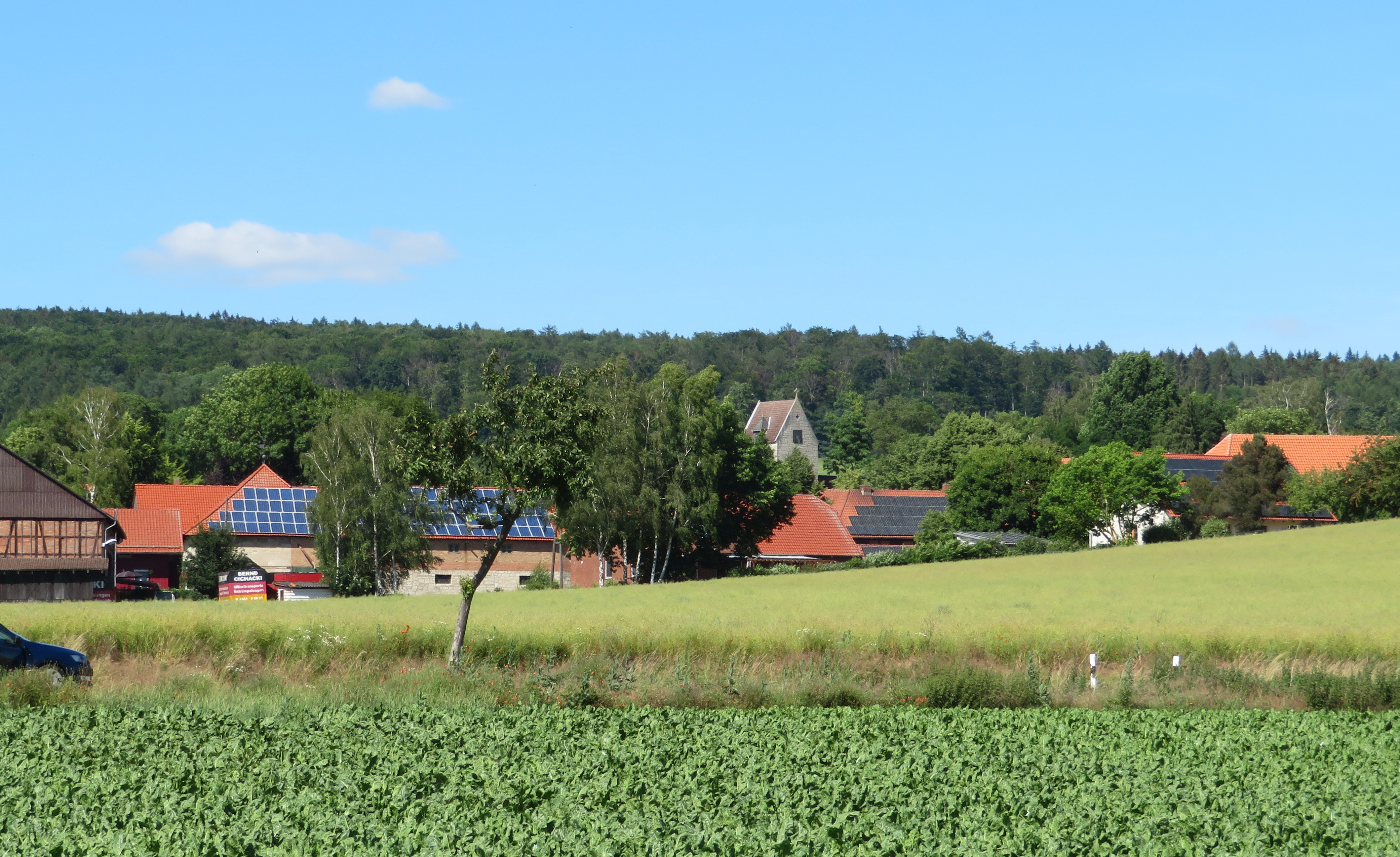
Vista general del pueblo Kneitlingen donde nació Till Eulenspiegel

La historia de Till lo muestra como un personaje amante de la diversión, irreverente y siempre dispuesto a hacer burla de los demás. A veces finge no entender cuanto se le dice, por ejemplo tomando literalmente expresiones figuradas, para burlarse de su interlocutor.
El personaje de Till Eulenspiegel ha inspirado diversas obras:
- Un libro que narraba sus aventuras fue publicado en 1510. Es una obra anónima, adjudicada a veces a Hermann Bote. Está escrita en alto alemán, pero algunos juegos de palabras sugieren que se basa en una versión anterior en bajo alemán.
- Johann Fischart (1545-1589) relató la gesta de Till en una obra en verso.
- El escritor belga Charles de Coster publicó en 1867 La légende et les aventures heroïques, joyeuses et glorieuses d’Ulenspiegel et de Lamme Goedzak. De Coster hace de Till un flamenco, nacido en Damme y viviendo en el siglo XVI. En su novela, Till termina sus acciones bufonescas, para convertirse en un combatiente por la libertad de su tierra de la dominación española y por la tolerancia religiosa.
- El escritor alemán Gerhart Hauptmann escribió un poema satírico que tiene por protagonista Till, titulado, precisamente, Till Eulenspiegel (1927).
- El dramaturgo brasileño Luis Alberto de Abreu escribió La saga de un héroe tuerto,[1] comedia épica basada en las aventuras del folclórico personaje.
- Entre las versiones para niños de la historia de Till se puede recordar una ilustrada de Lisbeth Zwerger.
- Richard Strauss compuso en 1895 un poema sinfónico de título Las divertidas travesuras de Till Eulenspiegel (Till Eulenspiegels lustige Streiche).